# Airspeed Ambassador

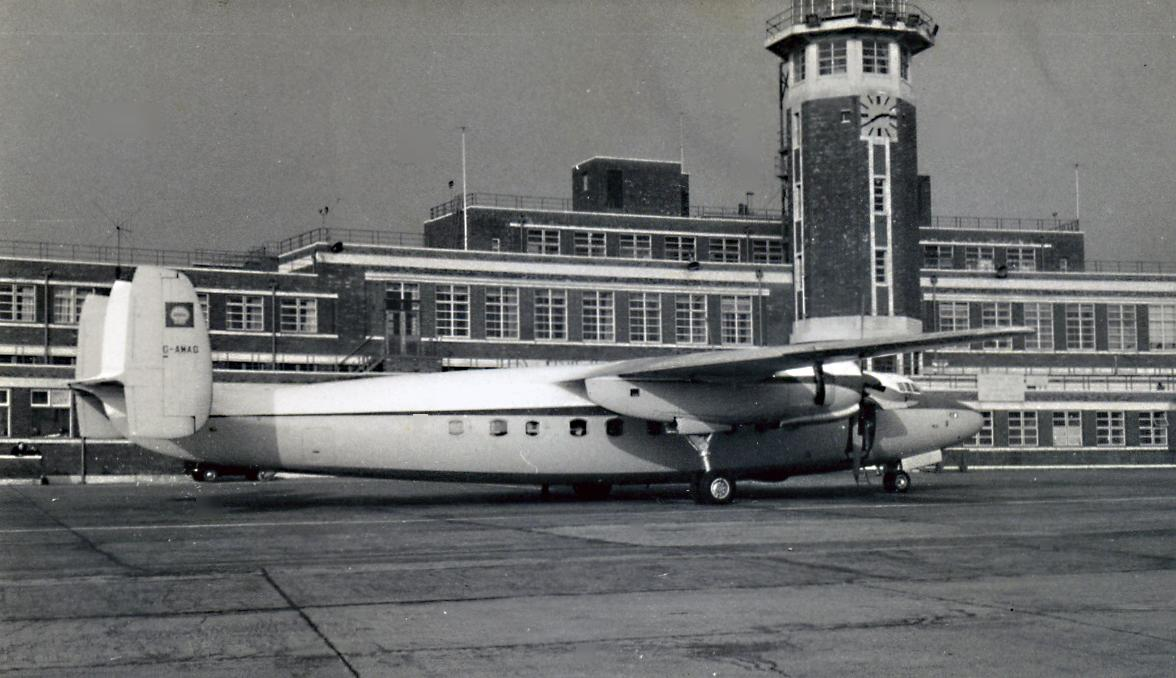
Eine Ambassador 1961 in Liverpool

Die Airspeed AS.57 Ambassador war ein von Airspeed hergestelltes zweimotoriges britisches Verkehrsflugzeug, das von zwei Kolbenmotoren angetrieben und ab 1947 in 23 Exemplaren gebaut wurde. Obwohl sich der mit Druckkabine ausgestattete Typ bei den Passagieren großer Beliebtheit erfreute, erreichte das für 50 Fluggäste ausgelegte Flugzeug nur eine geringe Verbreitung.
Der Entwurf der Ambassador ging auf den Vorschlag IIA des Brabazon-Komitees zurück, der ein zweimotoriges Kurzstrecken-Verkehrsflugzeug für den Einsatz zwischen Großbritannien und Westeuropa vorsah.

## Geschichte
Bereits 1938 existierte bei Airspeed ein Entwurf mit der Bezeichnung „Ambassador“ (A.S.14), der ebenfalls als zweimotoriger Schulterdecker ausgelegt war. Das Projekt kam jedoch nicht über die Entwurfsphase hinaus.
Im Jahr 1945 wurden die Arbeiten an dem Prototyp der AS.57 bei Airspeed, einer Tochter der de Havilland Aircraft Company, begonnen. Die Maschine mit dem Luftfahrzeugkennzeichen G-AGUA führte am 10. Juli 1947 ihren Erstflug durch. Der zweite Prototyp mit dem Kennzeichen G-AKRD flog erstmals am 26. August 1948. Zwei Zellen dienten zu Festigkeitsuntersuchungen. Die Prototypen wurde von zwei Triebwerken des Typs Bristol Centaurus 631 mit je 2600 PS (1913 kW) angetrieben.
Für die Abnahmeflüge zur Erlangung der Luftverkehrszulassung wurde der dritte Prototyp G-ALFR verwendet, der mit den für die Serienversion vorgesehenen Centaurus-611-Triebwerken ausgerüstet war. Dieses Flugzeug, das im Mai 1950 seinen Erstflug ausgeführt hatte, wurde von der British European Airways (BEA) versuchsweise auf ihrem Streckennetz eingesetzt.
Mit einem Auftrag für zwanzig AS.57 bestellte die BEA im Jahre 1948 ihr letztes Verkehrsflugzeugmuster mit Kolbenmotorantrieb. Die erste für die Fluggesellschaft vorgesehene Maschine absolvierte ihren Jungfernflug am 12. Januar 1951. Die Erprobungsflüge fanden im August 1951 mit der Erteilung der Verkehrszulassung ihr Ende, doch erst am 13. März 1952 stellte die BEA den neuen, als Elizabethan bezeichneten Flugzeugtyp auf ihrem Streckennetz in Dienst.
Neben der BEA fand sich für die AS.57 kein weiterer Käufer, deswegen wurde die Produktion nach Ablieferung der 20. Maschine eingestellt.
Unter der Bezeichnung AS.59 bestanden verschiedene Entwicklungsprojekte, die unter anderem für das Muster auch einen Turbopropantrieb mit vier Dart-Propellerturbinen vorsahen. An weiteren interessanten Projekten sind die AS.60 Ayrshire, ein nach dem Pflichtenheft 13/45 entworfener Militärtransporter und der Frachter AS.67 zu nennen, doch wurde keines dieser Projekte verwirklicht.

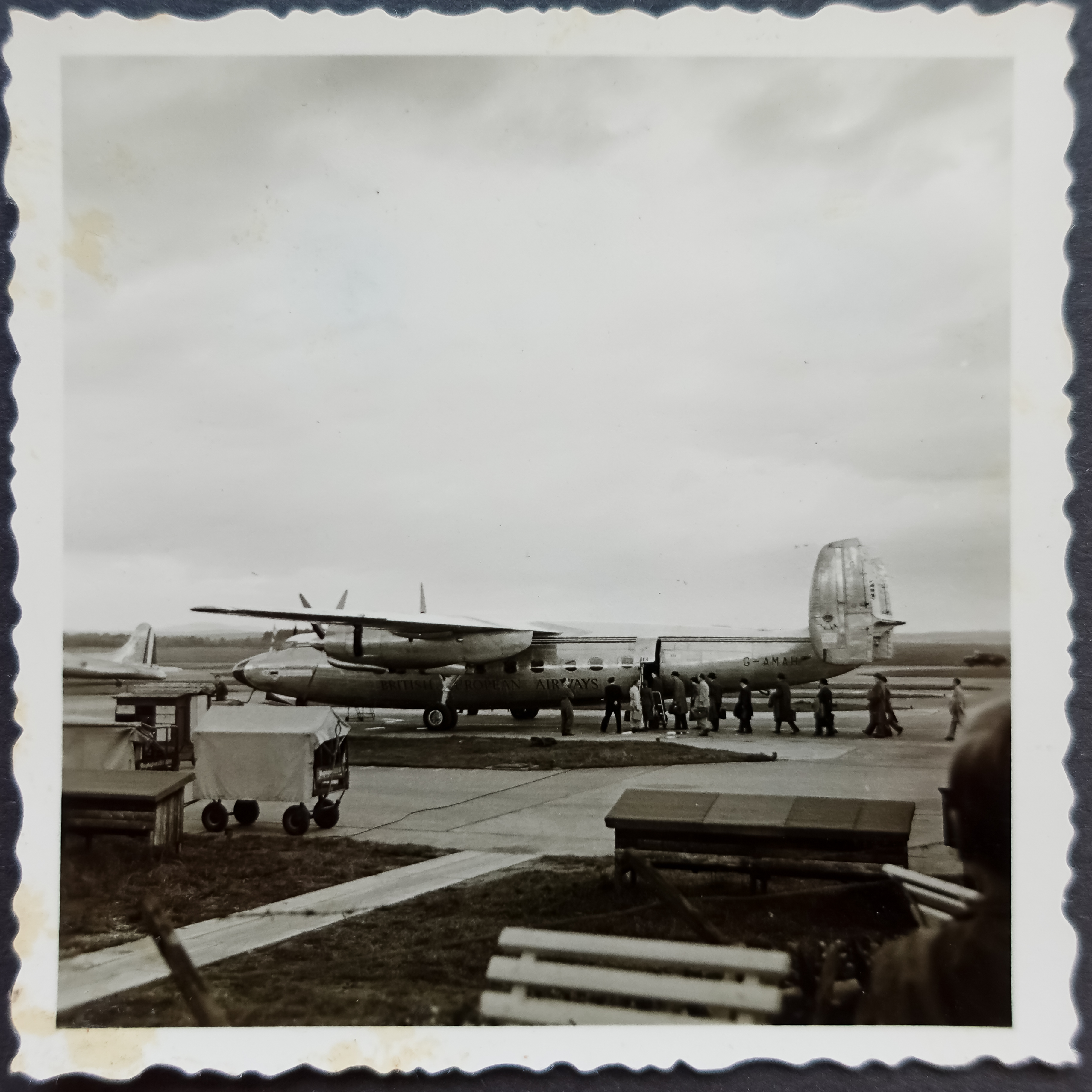
Passagiere besteigen ein Flugzeug G-AMAH Airspeed Ambassador der British European Airways 1954.

Seit 2013 ist im englischen Imperial War Museum Duxford die einzige verbliebene, restaurierte Maschine ausgestellt (G-ALZO).

## Konstruktion
Die Passagierkabine war für die Beförderung von maximal 50 Fluggästen ausgelegt. Da das Flugzeug ein Schulterdecker war, hatten die Passagiere eine gute Sicht aus den groß dimensionierten, rechteckigen Fenstern.
Das Flugzeugmuster war sehr wartungsfreundlich: bei Arbeiten an den Triebwerken konnten die Motorverkleidungen nach allen Seiten aufgeklappt werden. Außerdem konnten die kompletten Triebwerke mit den zugehörigen Aggregaten als Einheit ausgetauscht werden. Die Ambassador hatte auch gute Kurzstarteigenschaften und überdurchschnittliche Flugleistungen beim Fliegen mit nur einem Triebwerk.

## Nutzung
Es zeigte sich schnell, dass die AS.57 besonders auf Kurzstrecken die niedrigsten Betriebskosten aller Flugzeugtypen in der BEA-Flotte verursachte. Dennoch wurde die AS.57 nach einer nur knapp sechsjährigen Dienstzeit von dem fortschrittlicheren Turboprop-Muster Vickers Viscount abgelöst und führte am 30. Juli 1958 den letzten Linienflug durch.
Nach der Ausmusterung bei der BEA flogen drei Flugzeuge in Australien bei Butler Air Transport, zwei weitere erwarb die schweizerische Globe Air und ein weiteres Paar wurde von den Jordanischen Luftstreitkräften für VIP-Transportaufgaben übernommen. In den 1960er-Jahren kehrten aber alle AS.57 wieder nach Großbritannien zurück, wo sie bei den Bedarfsfluggesellschaften Dan-Air London (drei Exemplare), Autair und BKS Air Transport als Passagier- und Frachtflugzeuge noch rund zehn Jahre im Einsatz standen.
Zwei AS.57 dienten der Shell Petroleum als Geschäftsreiseflugzeuge und eine Ambassador (G-ALZP) wurde von der Decca Navigator Company als Demonstrationsflugzeug für Luftfahrtavionik verwendet. Der zweite Prototyp G-AKRD und die Serienmaschine G-ALZR dienten zeitweise als fliegende Prüfstände zur Erprobung der Propellerturbinen Napier Eland, Bristol Proteus sowie der Rolls-Royce-Typen Dart und Tyne.

## Fluggesellschaften
- Australien
  - Butler Air Transport
- Norwegen
  - Norrønafly
- Neuseeland
  - South Seas Airways
- Schweiz
  - Globe Air
- Vereinigtes Königreich
  - Autair International Airways
  - BKS Air Transport
  - British European Airways
  - Dan-Air
  - Decca Navigator Company
  - Rolls-Royce (Triebwerkshersteller)
  - Shell Aviation Limited

## Zwischenfälle

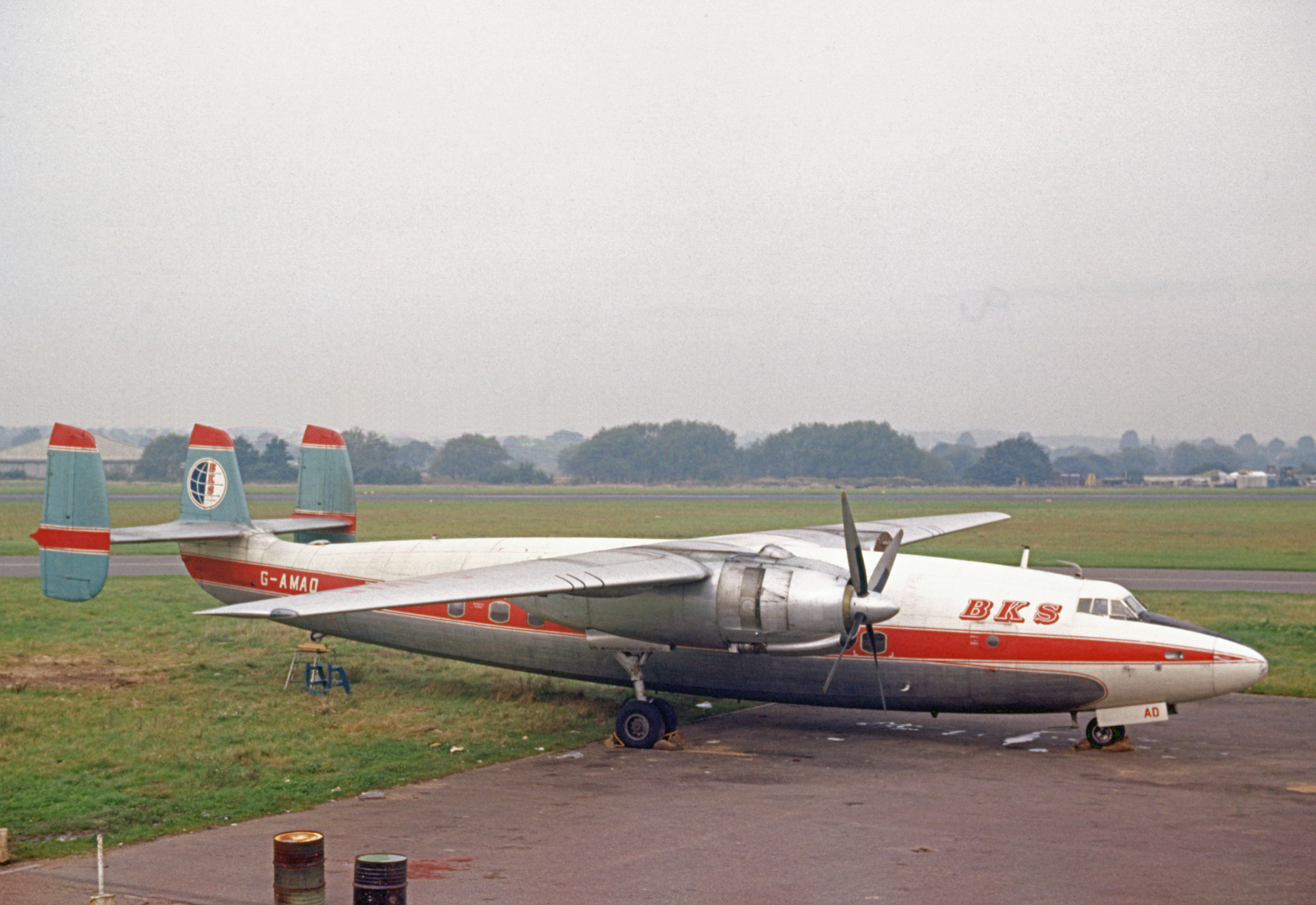
BKS setzte die 1968 in London verunglückte Ambassador (G-AMAD) zum Transport von Pferden ein

Vom Erstflug 1947 bis zum Einsatzende kam es mit Airspeed Ambassador zu sieben Totalschäden. Bei zwei davon kamen 29 Personen ums Leben. Vollständige Liste:
- Am 8. April 1955 kam es sechs Minuten nach dem Start einer Ambassador der British European Airways (Luftfahrzeugkennzeichen G-AMAB) zum Ausfall eines Triebwerks, was die Piloten zur Rückkehr und einer Notlandung auf dem Flughafen Düsseldorf veranlasste. Das Durchstarten aufgrund unzureichender Sichtverhältnisse endete in einer Bruchlandung 9 km außerhalb des Flughafens. Alle 53 Personen an Bord überlebten den Unfall.[4]

- Am 6. Februar 1958 verunglückte die Ambassador G-ALZU der British European Airways auf dem Flughafen München-Riem. Bei dem Startunfall kamen 23 der 44 Menschen an Bord ums Leben, darunter mehrere Fußballprofis von Manchester United (siehe British-European-Airways-Flug 609).[5]

- Am 14. April 1966 setzte eine Ambassador der Dan-Air (G-ALZX) bei der Landung in Beauvais-Tillé sehr spät auf, überrollte das Landebahnende und kollidierte mit einem Erdhaufen. Die Maschine wurde irreparabel beschädigt. Alle 59 Insassen überlebten.[6]

- Am 14. September 1967 überrollte eine Ambassador (G-ALZS) der Autair nach der Landung auf dem Flughafen Luton das Ende der Landebahn. Das Flugzeug wurde als Totalverlust abgeschrieben. Alle 69 Insassen der Maschine blieben unverletzt.[7]

- Am 3. Juli 1968 verunglückte eine von der BKS Air Transport als Frachtmaschine genutzte Ambassador (G-AMAD, Werknummer 5211) bei der Landung auf dem Flughafen London-Heathrow. Das Flugzeug stürzte dabei in zwei geparkte Hawker Siddeley Tridents, von denen eine zerstört wurde, und prallte anschließend gegen das Terminal 2. Bei diesem Unfall kamen sechs der acht Insassen ums Leben. Ursache war ein Ermüdungsbruch am Landeklappenantrieb, wodurch die linke Landeklappe einfuhr und eine unkontrollierbare Rollbewegung auslöste.[8]

- Am 30. September 1968 ließ sich auf einem Trainingsflug mit der G-AMAG der Dan-Air das rechte Hauptfahrwerk nicht verriegeln. Die Piloten wichen zum Flughafen Manston aus und führten dort eine Bauchlandung auf einem Schaumteppich durch. Die Maschine war anschließend nicht mehr zu reparieren, aber beide Besatzungsmitglieder überlebten.[9]

- Am 26. Juli 1969 brach auf einem Frachtflug das Bugfahrwerk einer Ambassador (G-ALZR) der BKS Air Transport bei einer Landung auf dem Flughafen London-Gatwick. Aufgrund der Schadenshöhe wurde die Maschine als Totalverlust abgeschrieben; die acht an Bord befindlichen Personen wurden nicht verletzt.[10]

## Technische Daten

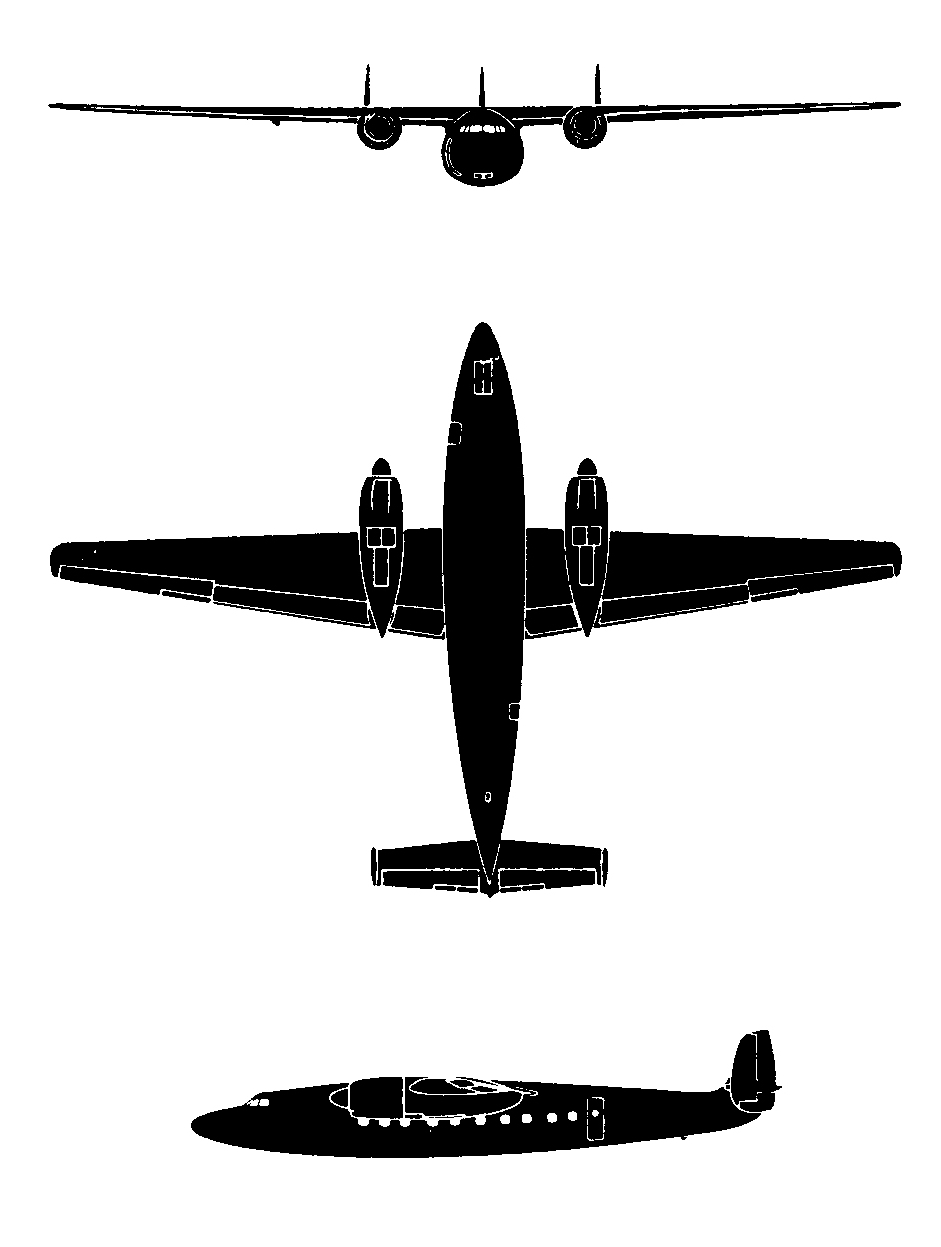
Airspeed Ambassador

| Kenngröße            | Daten                                                                               |
| -------------------- | ----------------------------------------------------------------------------------- |
| Besatzung            | 3 + 2                                                                               |
| Passagiere           | 47 – 60                                                                             |
| Länge                | 25,05 m                                                                             |
| Spannweite           | 35,05 m                                                                             |
| Höhe                 | 5,60 m                                                                              |
| Startmasse           | 23.814 kg                                                                           |
| Reisegeschwindigkeit | 415 km/h                                                                            |
| Dienstgipfelhöhe     | 7.600 m                                                                             |
| Reichweite           | 2.200 km                                                                            |
| Triebwerke           | zwei luftgekühlte 18-Zylinder-Sternmotoren Bristol Centaurus 661, 2625 PS (1929 kW) |